# 张育林 (解放军)
张育林（1958年1月—），陕西省千阳县人，中国人民解放军中将。

## 生平
张育林1978年自千阳中学毕业后考入国防科技大学液体火箭发动机专业，先后于1981年与1984年获工学学士、工学硕士学位。1988年获浙江大学博士学位后，前往加拿大滑铁卢大学做博士后研究。回国后任教于国防科大，历任航天技术系教授、系主任、北京研究院院长等职。后出任装备指挥技术学院院长。2004年任酒泉卫星发射中心主任、载人航天工程发射场系统总指挥。2008年7月任国防科技大学校长。2010年7月晋升为中将。是第十一届全国人大代表。2011年调任总装备部副部长。2016年任新成立的中央军事委员会装备发展部副部长，2018年卸任。
2023年2月，当选第十四届全国人民代表大会代表，属解放军和武装警察部队代表团。
2023年3月6日，十四届全国人大财政经济委员会开展2023年计划、预算审查工作，视频画面显示，张育林出席会议，证明其已被选入全国人大财政经济委员会。
2023年12月29日，张育林被免除第十四届全国人民代表大会代表资格和财政经济委员会委员职务，疑似与2023年中国火箭军腐败案有关。